# Freisinnig-Demokratische Partei

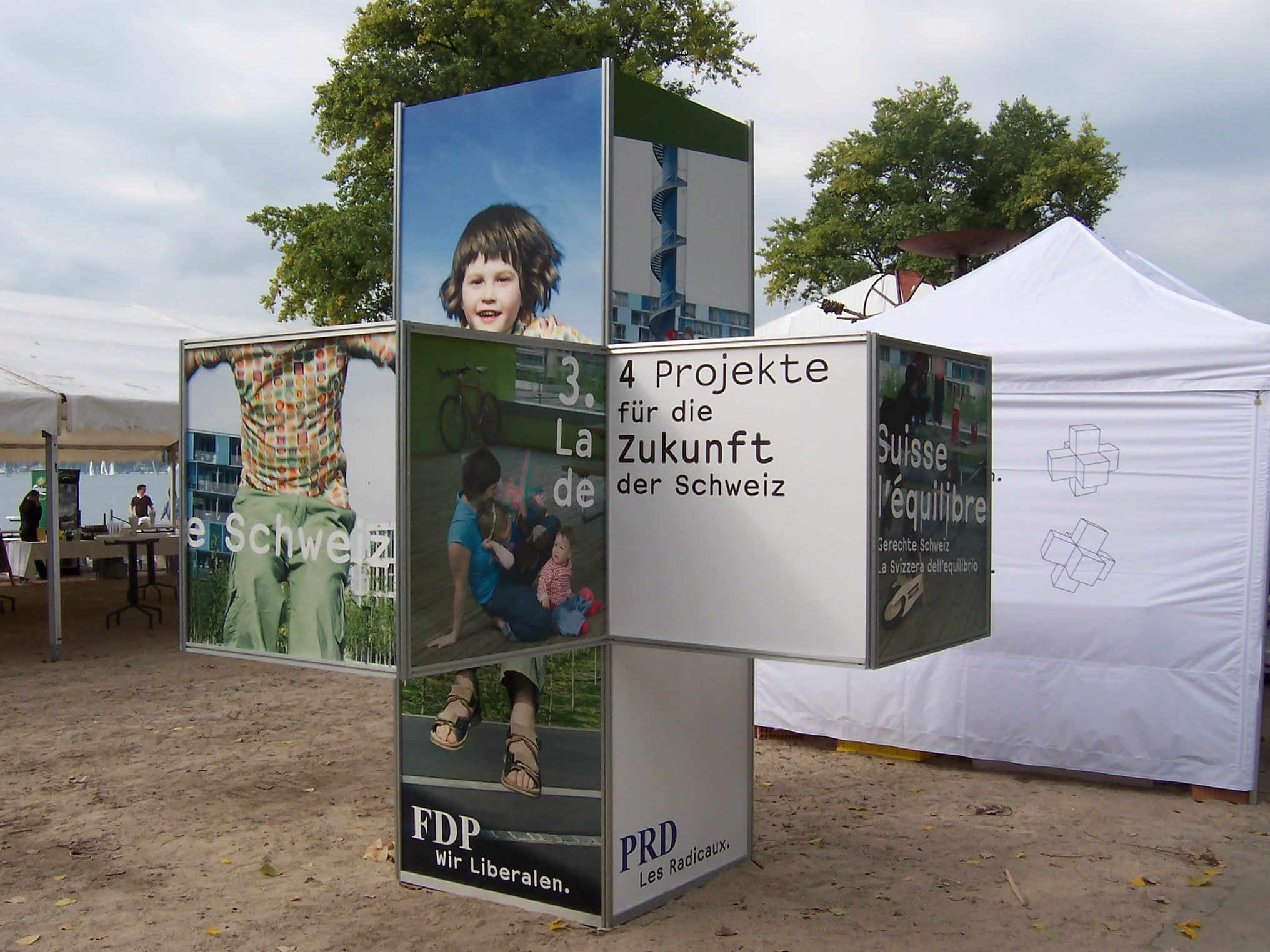
Ein dreidimensionales Schweizerkreuz symbolisierte seit April 2006 als FDP-Auftritt die liberalen Zukunftsperspektiven der Schweiz. Das Symbol wurde von der «FDP.Die Liberalen» übernommen.

Die Freisinnig-Demokratische Partei der Schweiz (FDP) – französisch «Parti radical-démocratique suisse» (PRD), italienisch «Partito liberale radicale svizzero» (PLR), rätoromanisch «Partida liberaldemocrata svizra» (PLD) – (kurz auch «der Freisinn» oder «die freisinnige Partei») war eine der beiden Rechtsvorgängerinnen der FDP.Die Liberalen.
Ihr Ziel war die Förderung von Freiheit und Selbstverantwortung in der Gesellschafts- und Wirtschaftspolitik.

## Partei
Die Freisinnig-Demokratische Partei hatte 2008 ungefähr 120'000 Mitglieder und war in Orts- und Kreisparteien organisiert, in allen Kantonen ausser Appenzell Innerrhoden gab es Kantonalparteien.
Auf Basis der gleichen liberalen Grundüberzeugung wurde 2003 die gemeinsame Bundeshausfraktion der FDP Schweiz und der Liberalen Partei der Schweiz konstituiert, zwei Jahre später gründeten beide Parteien ihren Parteiverbund, die Union der Freisinnigen und Liberalen, welche insgesamt über 140'000 Mitglieder verfügte.
Nach der Fusion der nationalen Frauen- (2007) und Jugendorganisationen (2008) beider Parteien gründeten FDP und LPS per 1. Januar 2009 die neue gemeinsame liberale Bundespartei «FDP.Die Liberalen». Die liberalen Parteien der Kantone Genf, Waadt und Basel-Stadt wurden ohne kantonale Fusion mit ihren freisinnigen Schwesterparteien Mitglieder der «FDP.Die Liberalen».

## Fraktion
Die FDP-Liberale Fraktion der Bundesversammlung bestand 2008 aus 35 Nationalräten und 12 Ständeräten und vertrat einen Wähleranteil von 17,8 Prozent. Von den 47 Parlamentsmandaten hatte die FDP 31 Sitze im Nationalrat und 12 Sitze im Ständerat, die LPS hat 4 Sitze im Nationalrat. Zur FDP-Liberalen Fraktion gehörten 8 Nationalrätinnen und 3 Ständerätinnen (Frauenanteil 22,9 Prozent), im Fraktionspräsidium gab es eine Frauenmehrheit (drei von vier).

## Regierung
Im Bundesrat war die Partei (bzw. ihre Vorgängergruppierung) seit 1848 ununterbrochen vertreten.
Die FDP galt als die staatstragende Partei in der Schweiz, weil sie in der zweiten Hälfte des 19. Jahrhunderts durch ihre damalige Machtfülle die Schweiz massgeblich formte. Zwischen 1848 und 1891 gehörten alle 7 Bundesräte der freisinnigen Bewegung an. Seither regierte sie in Koalitions- oder Konkordanzregierungen. In der Zeit ihres Bestehens stellte die Partei insgesamt 67 Bundesräte und somit über dreimal mehr als jede andere Partei der Schweiz. Die FDP gab der Schweiz mit Elisabeth Kopp die erste Bundesrätin (1984–1989) und mit Annemarie Huber-Hotz die erste Bundeskanzlerin (2000–2007).

## Ideologie und programmatische Positionen

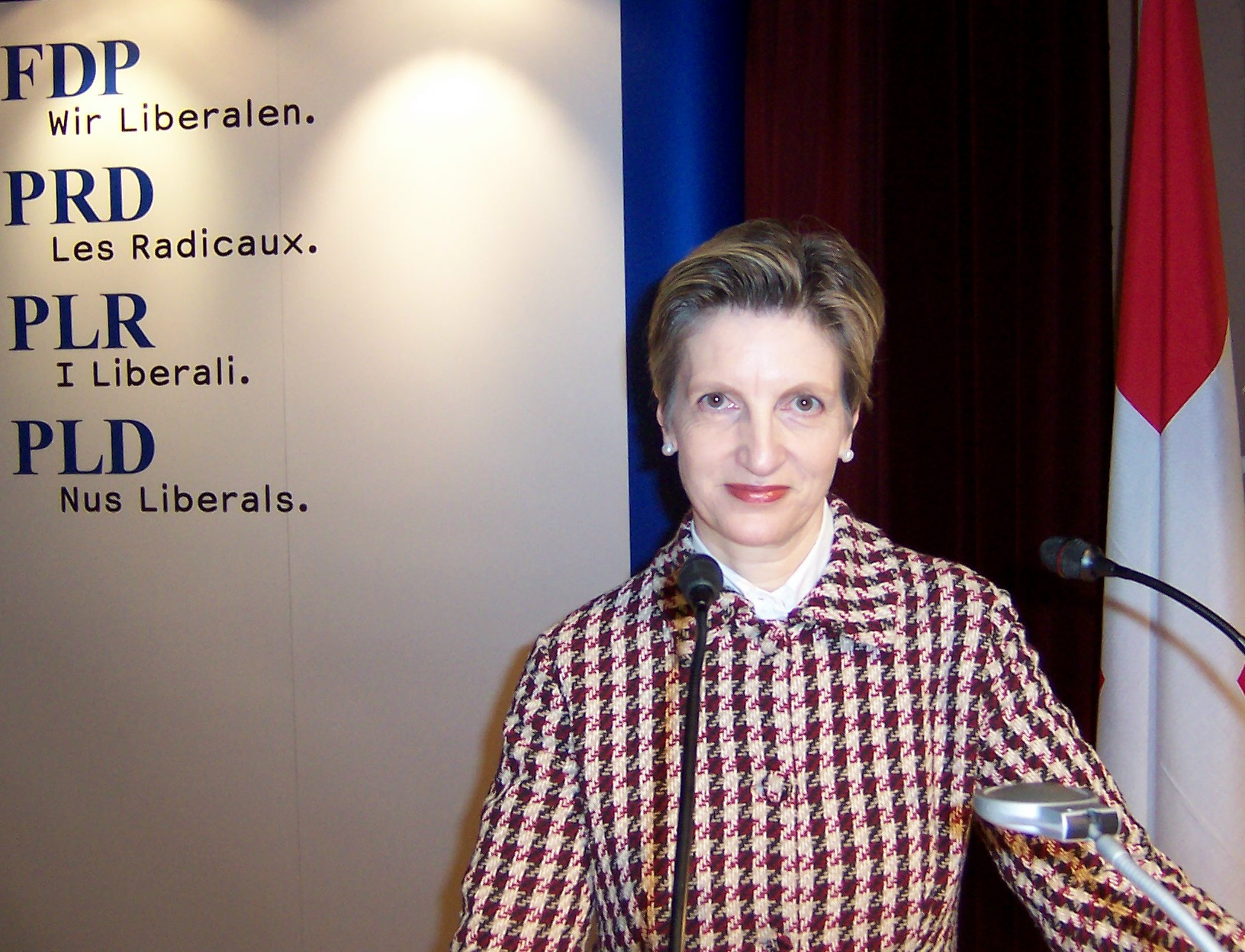
Gabi Huber, Fraktionspräsidentin, 2008

Wichtigstes politisches Anliegen der FDP war die Verteidigung der negativen Freiheiten. Als liberale Partei war sie überzeugt, dass eine freiheitliche Gesellschafts- und Wirtschaftsordnung einer Ordnung mit einem starken, umverteilenden und regulierenden Staat im Hinblick auf die öffentliche Wohlfahrt und Prosperität überlegen war.
Die Politik der FDP orientierte sich in der Legislaturperiode 2004–2007 an ihrem Thesenpapier Die 7 freisinnig-liberalen Prioritäten 2004–2007. Diese Prioritäten umfassten die Beseitigung von wirtschaftshemmenden Regulierungen zur Sicherung von Arbeitsplätzen, die Stärkung des Bildungs- und Forschungssektors, die Verteidigung der individuellen Freiheit, eine ausgewogene – das heisst eine am Monetarismus orientierte – Finanz- und Steuerpolitik, eine Sicherung der Renten und des Gesundheitssystems durch Stabilisierung der Kosten und Bekämpfung des Sozialmissbrauchs, die Durchführung einer parallelen Regierungs- und Verwaltungsreform sowie eine starke Sicherheitspolitik und Armee im Sinne der Armeereform XXI.
Die programmatischen Positionen der FDP sind aus dem Parteiprogramm und den Positionpapieren der Partei ersichtlich.

### Pelli-Programm / Kernthemen
Kernforderungen der FDP für eine erfolgreiche Schweiz:
- mehr und bessere Arbeitsplätze
- stärkerer nationaler Zusammenhalt auch durch sichere Sozialwerke
- schlankerer, bürgerfreundlicherer Staat

## Parteipräsidenten

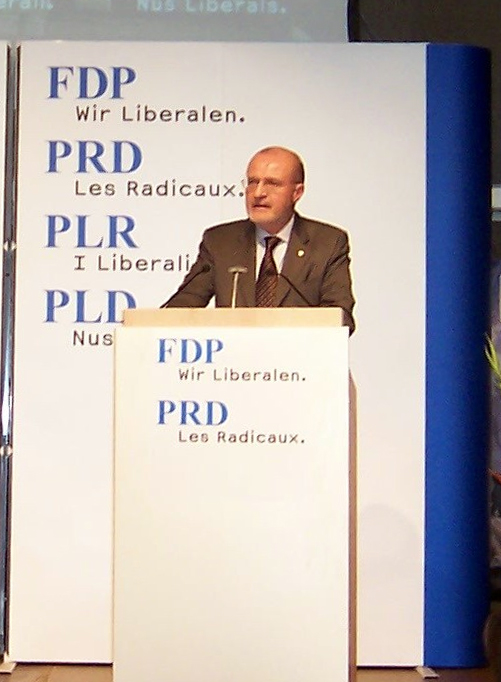
Fulvio Pelli spricht an einem Parteitag, 2007

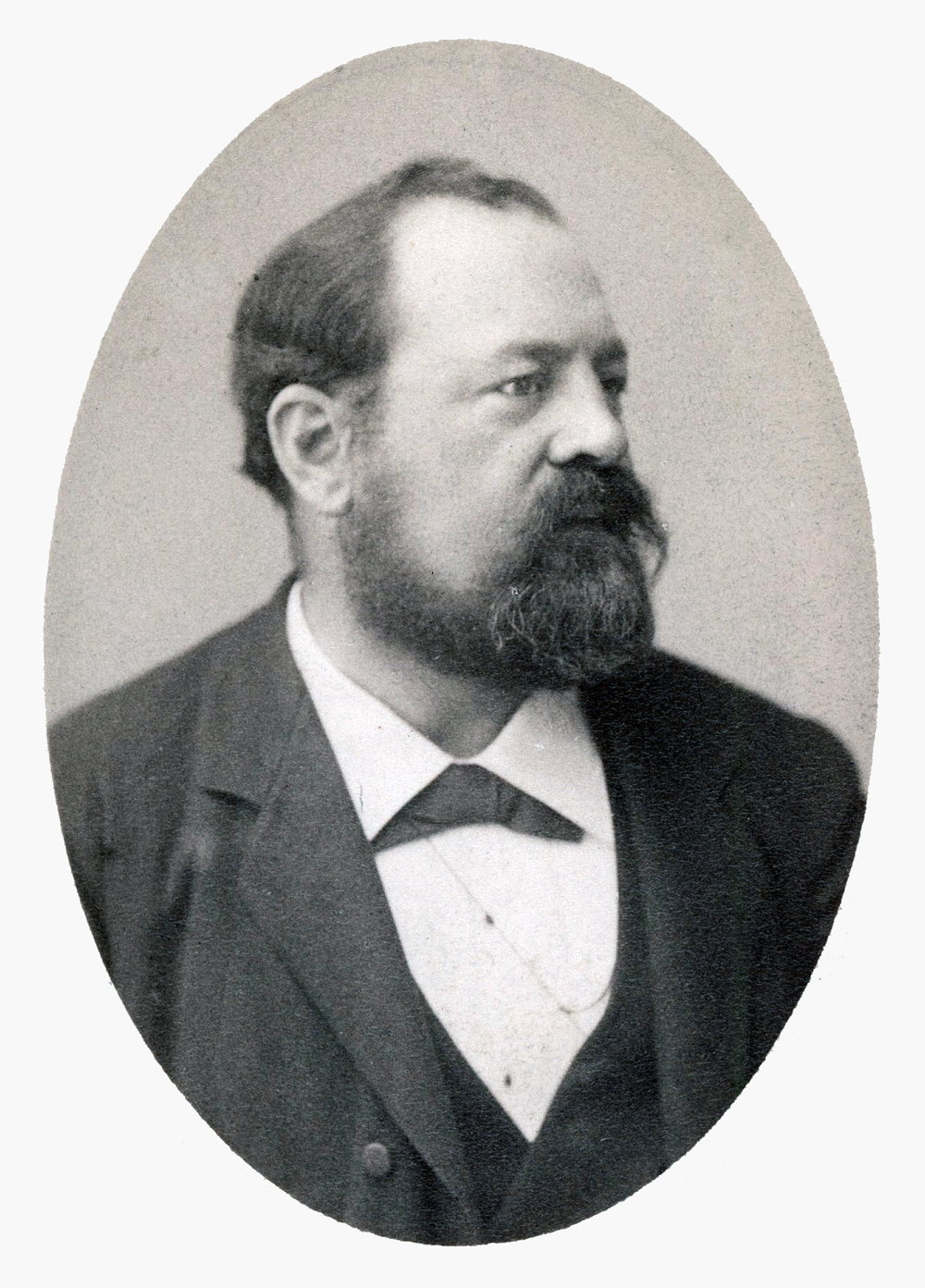
Christian Friedrich Göttisheim, Gründungspräsident der FDP Schweiz.

Seit der Gründung der FDP standen insgesamt 28 Persönlichkeiten der Partei vor. Die längste Amtsdauer absolvierte der Urner Nationalrat Franz Steinegger, der die Partei während 12 Jahren (1989–2001) präsidierte. Fünf Präsidenten wurden während oder nach ihrer Amtszeit in den Bundesrat gewählt.
- 2005–2008: Fulvio Pelli, Tessin, 28. Präsident der FDP-Schweiz, danach Gründungspräsident der «FDP.Die Liberalen»
- 2004–2005: Marianne Kleiner, ad interim, Appenzell Ausserrhoden
- 2004–2004: Rolf Schweiger, Zug
- 2002–2004: Christiane Langenberger, Waadt
- 2001–2002: Gerold Bührer, Schaffhausen
- 1989–2001: Franz Steinegger, Uri
- 1984–1989: Bruno Hunziker, Aargau
- 1978–1984: Yann Richter, Neuenburg
- 1974–1977: Fritz Honegger, Zürich, Bundesrat 1977–1982
- 1968–1974: Henri Schmitt, Genf
- 1964–1968: Pierre Glasson, Freiburg
- 1960–1964: Nello Celio, Tessin, Bundesrat 1966–1973
- 1954–1960: Eugen Dietschi, Basel
- 1948–1954: Aleardo Pini, Tessin
- 1940–1948: Max Wey, Luzern
- 1934–1940: Ernest Béguin, Neuenburg
- 1929–1934: Hermann Schüpbach, Bern
- 1923–1929: Albert Meyer, Zürich, Bundesrat 1929–1938
- 1919–1923: Robert Schöpfer, Solothurn
- 1914–1918: Emil Lohner, Bern
- 1912–1913: Félix Bonjour, Waadt
- 1911–1912: Camille Decoppet, Waadt, Bundesrat 1912–1919
- 1907–1910: Joh. Walter Bissegger, Zürich
- 1904–1906: Paul Scherrer, Basel
- 1898–1903: Johann Hirter, Bern
- 1897–1898: Johannes Stössel, Zürich
- 1896–1897: Ernst Brenner, Basel, Bundesrat 1897–1911
- 1894–1896: Christian Friedrich Göttisheim, Basel, Ständeratspräsident 1891/92

## Geschichte

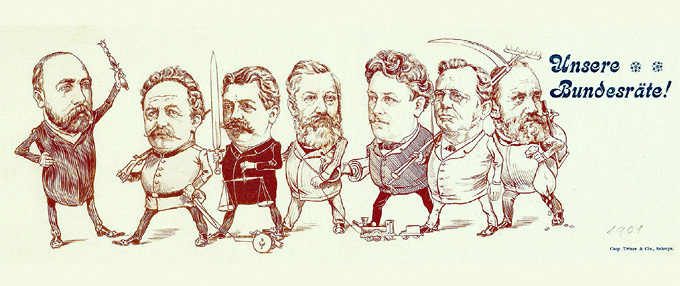
Der Bundesrat im Jahre 1901 in einer Zeitungskarikatur

### Liberale Bewegung
Die FDP ist aus der liberalen Bewegung heraus entstanden. Die liberale Bewegung entstand in der aristokratisch, städtisch und oligarchisch regierten Alten Eidgenossenschaft bereits während der Aufklärung im 18. Jahrhundert in Kreisen des benachteiligten Landadels und des Bildungsbürgertums. Nach dem Ende der Helvetik und der Napoleonischen Kriege 1814 kam es auch in der Schweiz zu einer konservativ-aristokratischen Restauration. Insbesondere die Gleichstellung der ländlichen und städtischen Eliten wurde vielerorts widerrufen. Aus diesem Grund war die liberale Bewegung, die sich als Verteidigerin der Errungenschaften der Französischen Revolution sah, vor allem unter den jungen ländlichen Eliten stark vertreten. Die neue liberale Bewegung organisierte sich in Gesangs- und Schützenvereinen sowie Lesegesellschaften. Dabei zerfiel die Bewegung in Liberale (Freisinnige) und Radikale. Letztere forderten ebenfalls die liberalen Freiheitsrechte, wollten aber weitergehend auch das Zensuswahlrecht durch ein allgemeines, freies Männerwahlrecht ersetzen und eine radikale Ablösung der feudalen Grundlasten erreichen. Die Radikalen waren ausserdem auch bereit, ihre Ideen mit Gewalt durchzusetzen.

### Regenerationszeit und Gründung des Bundesstaates
In verschiedenen Kantonen der Schweiz kam es nach der Julirevolution von 1830 zu radikalen Umstürzen, der sogenannten «Regeneration». Ende 1830 und Anfang 1831 scharten die liberalen Führer, meist Angehörige der ländlichen Oberschicht, ihre Anhänger in grossen Volksversammlungen um sich und erkämpften sich in verschiedenen Kantonen liberale Verfassungen. 1830 gilt als Gründungsjahr des Solothurner Freisinns unter der Führung des späteren Bundesrates Josef Munzinger. 1831 wurde die «Patriotische Assoziation» gegründet, die sich als «Schutzverein für die Freiheit» bezeichnete. Sie kann als ein Vorläufer der FDP betrachtet werden. Gegen den konservativen Kanton Luzern organisierten die Radikalen 1844/45 sogenannte Freischarenzüge. Der Sonderbundskrieg 1847 brachte den Sieg der Liberalen auch auf nationaler Ebene. Die Schweizer Bundesverfassung von 1848 war klar liberal geprägt. Der neu entstandene schweizerische Bundesstaat war in seinen Anfängen politisch völlig von der freisinnigen Bewegung dominiert. Sie stellte die Mehrheit in der Bundesversammlung und den gesamten Bundesrat.

### Gruppierungen
1847 wurde der «Schweizerische Volksverein» ins Leben gerufen. Dieser schlief jedoch nach der Gründung des Bundesstaates 1848 wieder ein. Nach 1847 wurden im deutschen Sprachraum die Begriffe «radikal», «freisinnig» und «liberal» weitgehend bedeutungsgleich verwendet. In der Regel standen die Liberalen politisch eher rechts, die Radikalen oder Freisinnigen eher Mitte-links. Im französischen Sprachraum war der Unterschied zwischen libéral und radical tendenziell grösser. Zwischen 1860 und 1870 setzte sich als dritte liberale Kraft die sog. Demokratische Bewegung für die Volkswahl der Behörden und für die Einführung von Initiative und Referendum ein, teilweise gegen die dominierende freisinnige Bewegung. 1873 erwachte der Schweizerische Volksverein zu neuem Leben, als es darum ging, die Bundesverfassung zu revidieren. Die Organisation fiel nach der Annahme der Verfassung wieder auseinander. Sie hatte keine leitende Idee und kein Ziel, für das sie hätte kämpfen können. 1878 wurde die «Radikal-demokratische Gruppe der Bundesversammlung» gegründet, welche mit den Liberalen, Radikalen und Demokraten verschiedene Richtungen der «Freisinnigen» zusammenfasste.

### Parteigründung
Die verschiedenen Gruppierungen der liberalen Bewegung wurden am 25. Februar 1894 mit der formalen Gründung der Freisinnig-demokratischen Partei im Bahnhofbuffet Olten zum grössten Teil vereinigt. Die Demokraten bildeten zeitweise eine eigenständige Partei. Daneben existierte von 1913 bis 2008 die vor allem in den protestantischen Kantonen der Westschweiz und in Basel verankerte, stark föderalistisch orientierte Liberale Partei der Schweiz (LPS), die aber nie nationale Verbreitung fand (in Basel lebt sie bis heute als Liberal-Demokratische Partei fort). 1917 formierten sich Teile der FDP in der Bauern-, Gewerbe- und Bürgerpartei, der heutigen SVP.

### Mehrparteienregierung und veränderte Positionen
| Wahl                                                   | %        | Nationalrat | Ständerat |
| ------------------------------------------------------ | -------- | ----------- | --------- |
| 1919                                                   | 28,9 %   | 61/189      | 23/44     |
| 1922                                                   | 28,3 %   | 60/198      | 23/44     |
| 1925                                                   | 27,8 %   | 60/198      | 21/44     |
| 1928                                                   | 27,4 %   | 58/198      | 20/44     |
| 1931                                                   | 26,9 %   | 52/187      | 19/44     |
| 1935                                                   | 23,7 %   | 48/187      | 15/44     |
| 1939                                                   | 20,7 % 1 | 49/187      | 14/44     |
| 1943                                                   | 22,5 %   | 47/194      | 12/44     |
| 1947                                                   | 23,0 %   | 52/194      | 11/44     |
| 1951                                                   | 24,0 %   | 51/196      | 12/44     |
| 1955                                                   | 23,3 %   | 50/196      | 12/44     |
| 1959                                                   | 23,7 %   | 51/196      | 13/44     |
| 1963                                                   | 23,9 %   | 51/200      | 13/44     |
| 1967                                                   | 23,2 %   | 49/200      | 14/44     |
| 1971                                                   | 21,8 %   | 49/200      | 15/44     |
| 1975                                                   | 22,2 %   | 47/200      | 15/44     |
| 1979                                                   | 24,0 %   | 51/200      | 11/46     |
| 1983                                                   | 23,3 %   | 54/200      | 14/46     |
| 1987                                                   | 22,9 %   | 51/200      | 14/46     |
| 1991                                                   | 21,0 %   | 44/200      | 18/46     |
| 1995                                                   | 20,3 %   | 45/200      | 17/46     |
| 1999                                                   | 19,9 %   | 43/200      | 18/46     |
| 2003                                                   | 17,3 %   | 36/200      | 14/46     |
| 2007                                                   | 15,8 %   | 31/200      | 12/46     |
| 1 Aussagekraft begrenzt, da stille Wahl in 9 Kantonen. |          |             |           |

10Auf die Nationalratswahlen 1919 wurde das Proporzwahlverfahren eingeführt, welches bei 28,8 % Wähleranteil die Nationalratsmandate der Freisinnigen von 105 auf 60 (von insgesamt 189) reduzierte. Im Ständerat konnte die FDP dennoch mit 23 Mandaten ihre absolute Mehrheit für zwei Legislaturperioden noch behalten. Schrittweise wurden andere Parteien in den Bundesrat eingebunden. 1941/42 spalteten sich die Zürcher Demokraten ab. Sie fusionierten aber 30 Jahre später im Jahr 1971 wieder mit der FDP. Die Partei war 1947 Mitbegründer der Liberalen Weltunion, der heutigen Liberalen Internationale.

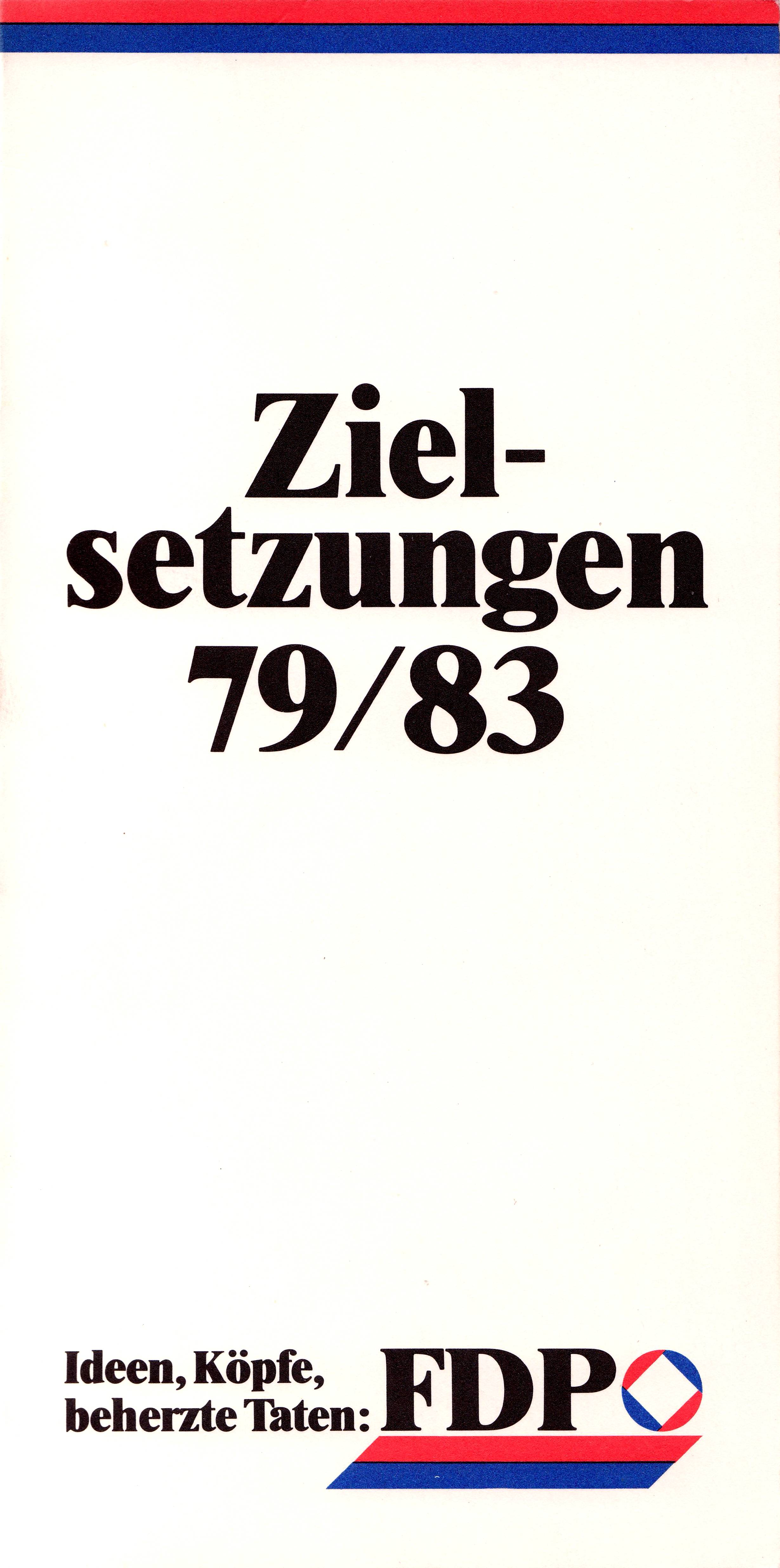
Parteiprogramm

Die wachsende freisinnige Frauenbewegung führte 1949 zur Gründung der Schweizerischen Vereinigung Freisinniger Frauen. Bis 1959 war die Partei im Bundesrat noch überproportional vertreten. Danach wurde aber die sogenannte Zauberformel eingeführt, wonach die FDP nur noch zwei Bundesratssitze einnahm. 1979 startete die FDP in die Parlamentswahlen, an denen sie 24,1 % erreichte, mit dem Slogan «Mehr Freiheit und Selbstverantwortung – weniger Staat» (oft verkürzt als «Mehr Freiheit – weniger Staat»), als liberale Kernforderung der Partei für mehr Subsidiarität eines starken, aber schlanken Staates. Der Slogan wurde in den 1980er Jahren oft verwendet und galt für manche politischen Beobachter als Zeichen einer Hinwendung der FDP von einer staatstragend-«bürgerlichen» Position zu klassisch-liberalem «Staatsabbau». 1982 wurde das neue freisinnige Leitprogramm «Grundsätze des modernen Liberalismus» verfasst, in dem die liberalen Kernideen aktuell und schweizbezogen thematisiert wurden. Nach den Parlamentswahlen 1983 bildete die FDP-Fraktion mit 23,3 % Wählerstimmen – erstmals seit 1928 – wiederum die grösste Abordnung im Nationalrat und in der Bundesversammlung. In den 1980er Jahren spalteten sich zwei Gruppierungen ab: die Freie Liste im Kanton Bern nach links (1983) und die anfänglich starke Auto-Partei nach rechts (1987). Das durch die Auflösung des Ostblocks (1988/91) veränderte Bedrohungsbild wirkte auch negativ auf die Wähleranteile der sich als stark antitotalitär profilierenden FDP, Liberalen Partei und Christlichdemokratischen Volkspartei, später trugen der wachsende Einfluss der EU und der Globalisierung und die damit verbundenen Ängste zu sinkenden Stimmenzahlen dieser Parteien bei, während die Schweizerische Volkspartei und die Grünen Stimmenzuwächse verzeichneten.

### Fusion mit der Liberalen Partei der Schweiz (LPS)
Bei den Schweizer Parlamentswahlen 2003 verpasste die LPS knapp den Fraktionsstatus, dies führte zur Gründung der gemeinsamen FDP/LPS-Fraktion in der Bundesversammlung. Auf Grund positiver Erfahrungen der Fraktionsgemeinschaft wurde 2005 der Parteiverbund Union der Freisinnigen und Liberalen gegründet. 2008 entschieden die beiden Unionsparteien FDP und LPS, per 1. Januar 2009 auf nationaler Ebene vollständig zu einer gemeinsamen liberalen Partei, «FDP.Die Liberalen», zu fusionieren.
Bereits am 1. März 2007 fusionierten die Frauengruppen von FDP und LPS unter dem Namen «FDP-Frauen Schweiz – Wir Liberalen». Die Jungfreisinnigen fusionierten mit den Jungliberalen am 12. April 2008, wobei der Name «Jungfreisinnige Schweiz» beibehalten wurde, auf Französisch lautet der neue Name «Jeunes Libéraux Radicaux Suisses».
In den Kantonen Tessin und Jura existierten bereits seit Jahren die gemeinsamen freisinnig-liberalen Parteien («Partito liberale-radicale cantone Ticino» bzw. «Parti libéral-radical du canton de Jura»). Später vollzogen auch die Freiburger, Neuenburger und Walliser Kantonalparteien der Liberalen und des Freisinns ihre Fusion auf Kantonsebene.
Die LPS und FDP hatten 2008 an einer gemeinsamen Delegiertenversammlung neben dem Bundeshaus in Bern ihre Fusion auf nationaler Ebene proklamiert, mit dem Ziel, eine neue schweizerische liberale Partei zu gründen. Am gleichen Ort wurde der Fusionsvertrag im Februar 2009 durch die beiden Parteien genehmigt, damit wurde die gemeinsame Partei «FDP.Die Liberalen» rückwirkend per 1. Januar 2009 gegründet.

## Presseorgane

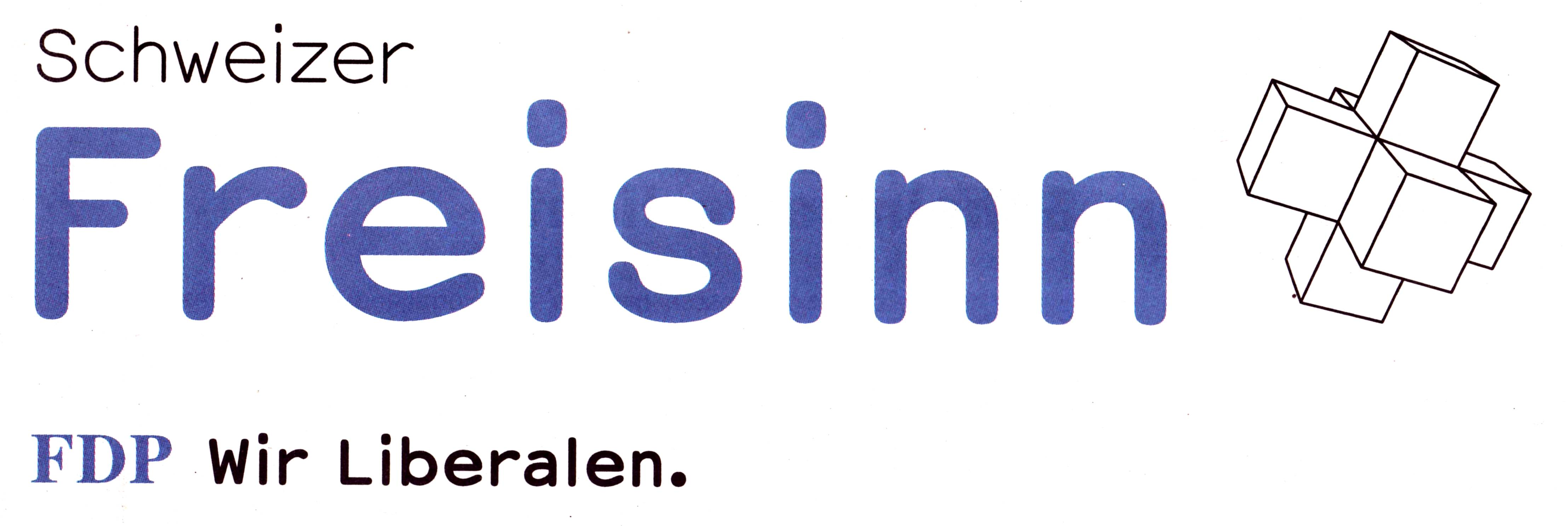

- Schweizer Freisinn, erscheint seit 2001 (23. Jahrgang); bis 2009 monatlich, seither – als Organ der «FDP.Die Liberalen» – zweimonatlich, in 70’000 Exemplaren. Die Zeitschrift erschien von 1979 (1. Jahrgang) bis 2000 (22. Jahrgang) mit dem Titel Der Freisinn monatlich.
- Politische Rundschau – Revue politique, erschien 1922 (1. Jahrgang) bis 1997 (76. Jahrgang), vierteljährlich.

## Internationale Organisationen
- Parlamentarische Versammlung des Europarates – Der Schweizer Delegation gehörten 2008 die FDP-Parlamentarier Didier Burkhalter (Delegationspräsident 2008/2009) und Doris Fiala an.
- Liberale Internationale (LI), vormals Liberale Weltunion – FDP war Gründungsmitglied (seit 1947), sie trat Ende 2008 aus. Als kooperierende Organisation blieb die Neue Zürcher Zeitung, eine der FDP nahestehende liberale Tageszeitung, weiterhin Mitglied der LI.
- Europäische Liberale, Demokratische und Reformpartei – FDP war Mitgliedspartei.